# Buscemi
Buscemi é uma comuna italiana da região da Sicília, província de Siracusa, com cerca de 1 200 habitantes. Estende-se por uma área de 51 km², tendo uma densidade populacional de 24 hab/km². Faz fronteira com Buccheri, Cassaro, Ferla, Giarratana (RG), Modica (RG), Palazzolo Acreide.

## Demografia
| Variação demográfica do município entre 1861 e 2011                               |
|                                                                                   |
| Fonte: Istituto Nazionale di Statistica (ISTAT) - Elaboração gráfica da Wikipedia |